# Myriapodiasis
Myriapodiasis — редкая патология, связанная со случайным (ложным) паразитизмом многоножек у человека.
По каталогу болезней МКБ-9-CM соответствует рубрике 134.1
В кишечнике человека были найдены многоножки Geophilus electricus, Chaetechelyne vesuviana, Himantarium Gervaisi, Scutigera coleoptrata, Julus tcrestris и другие. В полости носа и в сопредельных пазухах иногда встречались различные виды Geophilus nithobius. Присутствие этих случайных паразитов сказывается различными болезненными расстройствами со стороны кишечника или головными болями, головокружениями, невралгиями и так далее.
Сколопендра может заползти в ноздрю спящего человека.
При укусе костянок и светлянок возникает картина, сходная с таковой при укусе сколопендры. Воспалительная реакция сохраняется 1—3 дня. Смертельные случаи неизвестны. Если эти многоножки попадают в полость носа или рта (с пищей или во время сна на открытом воздухе), они могут причинить тяжёлые страдания. При попадании в придаточные пазухи носа они вызывают острое их воспаление, нередко сопровождающееся кровотечением, сильной болью и тяжёлыми нервными расстройствами. Больные жалуются на нестерпимую головную боль, головокружение, бывают конвульсии, бред и так далее. Выход многоножек при кровотечении или удаление их оториноларингологом приводит к быстрому излечению без дальнейших осложнений.
Личинки многоножек могут попадать вместе с овощами и фруктами в пищеварительный тракт; при этом они не только остаются в нём, но и развиваются до взрослого состояния, вызывая различные болезненные проявления. Постоянными симптомами случайного паразитирования многоножек в кишечнике человека являются острая боль, расстройство стула, в некоторых случаях кишечные кровотечения. Оценивая эту симптоматику, часто принимают поражение за язву кишечника, гельминтоз или острую кишечную инфекцию. После выхода паразитов из кишечника человека перечисленные выше явления исчезают.
Большинство случаев Myriapodiasis связаны с локализацией паразитами носовых или лобных пазух (при заползании многоножек в нос), бывает и кишечная инвазия. Описан случай паразитирования в
слуховом канале ребенка
В носу многоножки жили в течение многих месяцев и, согласно некоторым отчётам, даже в течение многих лет. Признаки, вызванные их присутствием, — увеличение поток слизи, зуда, более или менее интенсивной головной боли, и время от времени общие признаки, такие как головокружение, бред, конвульсии. Эти признаки внезапно исчезают, когда паразиты были удалены.
Кишечный мириаподиаз напоминает гельминтоз, проявляется рвотой, потерей аппетита (наблюдение Verdun и Bruyant (1912) у ребёнка 20 месяцев).
Многоножки в организм человека попадают с фруктами либо заползая в нос.
Обычно человек поражается многоножками рода Geophilus (сем. Geophilidae, класс Chilopoda). G. longicornis (Светлянка длинноусая) живёт в корнях и клубнях картофеля, моркови и т. д. Могут заползать в червоточины яблок и других плодов, упавших на землю; живут также под корой и под камнями. При поедании плодов, заражённых светлянками, последние могут проникнуть в носовую полость и сопредельные пазухи человека, где живут б. или м. долгое время, вызывая раздражение и воспаление слизистой оболочки, сильные головные боли, головокружение, конвульсии и другие нервные симптомы. Светлянки могут попасть в полость носа также при нюханье цветов, травы или во время сна на земле. Наиболее часто таким паразитом бывает Geophilus carpophagus. Отмечены также случаи паразитирования Geophilus sinulis, G. electricus, G. cephalicus. Гораздо реже бывают случаи выхождения живых светлянок из кишечника. Передняя пара ног светлянки, превращённая в ногочелюсти, содержит в себе ядовитые железы.
Известен случай, когда Geophilus electricus заполз в носовую полость одной женщине и причинял ей невероятные страдания, доводя почти до сумасшествия, пока больная случайно не вычихнула эту многоножку.
Описан случай в Турции (в Эрзуруме), когда у мальчика 14 лет были обнаружены многоножки Nopoiulus kochii в фекалиях и рвотных массах. Больной жаловался на боль в животе и жжение в горле.
Лечение: наложение на место поражения спиртового компресса, в дальнейшем — применение обезболивающих средств. Для удаления ложнопаразитов из кишечника применяют слабительные. Из придаточных пазух носа многоножки удаляются промыванием.